# Noiron-sur-Bèze
Noiron-sur-Bèze is een gemeente in het Franse departement Côte-d'Or (regio Bourgogne-Franche-Comté) en telt 204 inwoners (2005). De plaats maakt deel uit van het arrondissement Dijon.

## Geografie
De oppervlakte van Noiron-sur-Bèze bedraagt 11,4 km², de bevolkingsdichtheid is 17,9 inwoners per km².
De onderstaande kaart toont de ligging van Noiron-sur-Bèze met de belangrijkste infrastructuur en aangrenzende gemeenten.

## Demografie
Onderstaande figuur toont het verloop van het inwonertal (bron: INSEE-tellingen).